# Internationaler Code der Nomenklatur der Kulturpflanzen
Der Internationale Code der Nomenklatur der Kulturpflanzen oder International Code of Nomenclature for Cultivated Plants (kurz ICNCP) regelt die einheitliche Benennung von Cultivaren. Er wurde von William Thomas Stearn entwickelt und 1952 vom 13. Internationalen Gartenbau-Kongress in London beschlossen. Seither wurde er mehrfach überarbeitet. Die aktuelle 9. Version stammt von 2016.
Der Code soll sicherstellen, dass Kulturpflanzen anhand ihrer Namen eindeutig identifizierbar sind und dient der Verständigung zwischen Züchtern, Gartenhandel und Pflanzenliebhabern, auch über Länder- und Sprachgrenzen hinweg. Gegenstand des ICNCP sind nur die Namen der Sorten, nicht deren Einteilung, ihre Merkmale oder rechtliche Aspekte des Sortenschutzes.

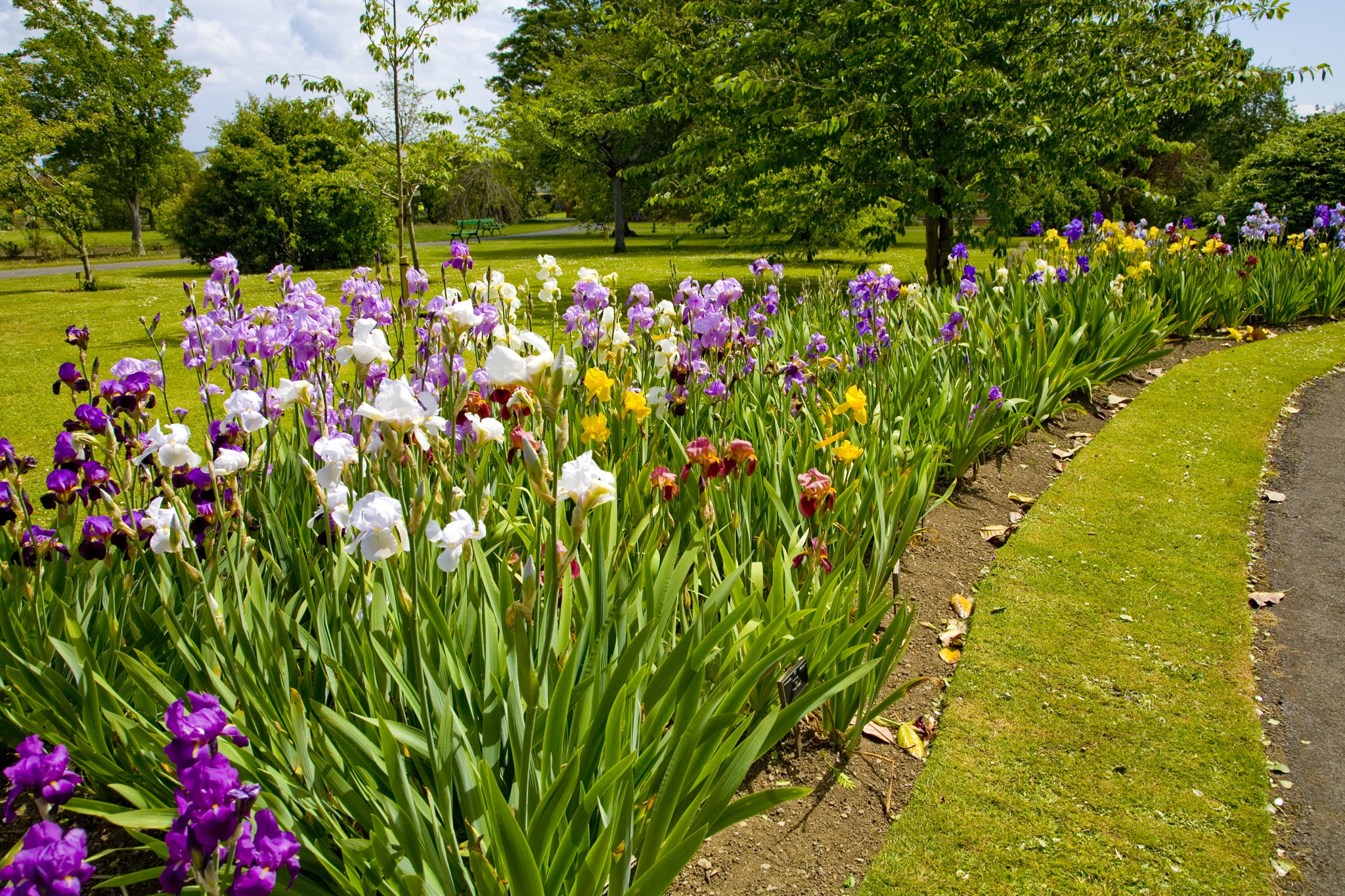
Für die Benennung von Zier- und Nutzpflanzen gibt es verbindliche Regeln

## Rangstufen im ICNCP
Der ICNCP sieht für die Benennung von Kulturpflanzen in Ergänzung zum ICBN nur zwei Kategorien vor, nämlich Cultivar (= Sorte) und Gruppe (Cultivargruppe oder Sortengruppe). Diese Rangstufen können an beliebigen Stellen innerhalb von Gattungen, Arten, Unterarten, Varietäten oder Formen platziert werden. Außerdem kann ein und dasselbe Cultivar zu unterschiedlichen Cultivargruppen gehören. Der ICNCP erfüllt damit in erster Linie Anforderungen an die Praktikabilität und ist weniger wissenschaftlich ausgerichtet als der ICBN mit seinem hierarchisch gegliederten System von Rangstufen.

## Schreibweise von Cultivarnamen
Cultivare werden benannt, indem man dem kursiv gesetzten wissenschaftlichen Pflanzennamen ein Cultivar-Epithet anfügt. Dieses wird mit großem Anfangsbuchstaben geschrieben, in normaler Schrift und zusätzlich in einfache obere Anführungszeichen gesetzt. Die unterschiedliche Schriftauszeichnung soll verhindern, dass Cultivarnamen mit den wissenschaftlichen Pflanzennamen verwechselt werden.
Namen von Cultivaren, die aus einer bekannten Art hervorgegangen sind, bestehen aus Artnamen und Cultivar-Epithet. 
- Beispiel: Phlox drummondii ‘Sternenzauber’

Bei Cultivaren, die eine komplexere Entstehung haben und die keiner einzelnen Art, sondern nur einer Gattung zugeordnet werden können, fällt das Artepitheton weg.
- Beispiel: Rhododendron ‘Gartendirektor Rieger’

Cultivare von einfachen Arthybriden, deren Eltern zur gleichen Gattung gehören, werden mit dem Multiplikationskreuz „×“ vor dem Artepitheton geschrieben.
- Beispiel: Heuchera ×brizoides ‘Scintillation’ (hervorgegangen aus einer Hybride von Heuchera sanguinea und Heuchera americana)

Bei Cultivaren, die aus Gattungsbastarden entstanden sind, wird das „×“ vor den Namen gesetzt.
- Beispiel: ×Sorbaronia ‘Titan’ (die Eltern gehören zu den Gattungen Sorbus und Aronia)

Cultivare, die auf Pfropfchimären beruhen, werden mit dem Pluszeichen „+“ vor dem Gattungsnamen geschrieben.
- Beispiel: +Crataegomespilus potsdamensis ‘Monekto’

## Auswahl wichtiger Regeln für Cultivarnamen
- Der Name darf innerhalb der entsprechenden Pflanzengruppe (Gattung) nur einmal vorkommen.
- Der Name soll aus einer lebenden Sprache, jedenfalls nicht aus dem Lateinischen stammen.
- Der Name muss mindestens zwei und darf höchstens 30 Zeichen lang sein.
- Der Name darf nicht den wissenschaftlichen Namen oder den Trivialnamen der Pflanze enthalten.
- Gewisse Namensbestandteile sind unzulässig. Dazu gehören Begriffe wie „Cultivar“, „Form“, „Gruppe“, „Hybrid“, „Mischung“, „Sämling“, „Selektion“, „Serie“, „Sorte“, „Varietät“, „verändert“, „verbessert“. Diese Beschränkung gilt für entsprechende Wörter in allen Sprachen.
- Im Namen sind neben den Buchstaben des Alphabets arabische Ziffern und folgende Sonderzeichen erlaubt: Komma, Punkt, Bindestrich, Ausrufezeichen, Apostroph, Schrägstrich und umgekehrter Schrägstrich.
- Überhöhungen wie „Beste“, „Größte“, „Bunteste“ sind nicht erlaubt.
- Einfache beschreibende Wörter und anstößige Wörter sollten vermieden werden.
- Die Benennung nach einer lebenden Person setzt das ausdrückliche Einverständnis dieser Person voraus.
- Markennamen (geschützte Handelsnamen) dürfen nicht als Sortennamen verwendet werden.

Neben den verbindlichen Regeln gibt es für die Neuschöpfung von Cultivarnamen weitere Empfehlungen: Die Namen sollten kurz, einfach auszusprechen und einfach zu schreiben sein. Sie sollten keine irreführenden Assoziationen wecken und nicht eine Abstammung oder Herkunft vortäuschen, die nicht tatsächlich gegeben ist.

## Veröffentlichung und Registrierung
Neue Cultivarnamen müssen veröffentlicht bzw. offiziell registriert werden, damit sie Priorität genießen. Zur Veröffentlichung gehört auch eine Beschreibung. Diese muss die Merkmale benennen, in denen sich die neue Sorte von ähnlichen bekannten Sorten unterscheidet. Empfohlen wird außerdem, Abbildungen zu publizieren und Herbarbelege in öffentlichen Sammlungen zu hinterlegen, ähnlich wie dies für die Neubeschreibung von Wildpflanzen üblich ist.
In vielen Gattungen gibt es aufgrund langer Züchtungs-Traditionen hunderte oder tausende von Cultivarnamen. Um sie besser überblicken zu können, wurden für viele Pflanzengruppen offizielle Sortenregister eingerichtet. Sie werden durch die sogenannten International Cultivar Registration Authorities (kurz ICRAs) verwaltet und fortgeschrieben. Die mit der Aktualisierung beauftragten Institutionen geben Auskunft über bereits vergebene Namen und helfen Züchtern bei der Wahl neuer Namen.

## Cultivarnamen und Handelsnamen
Manchmal ist der korrekte Cultivarname wenig anschaulich oder schwer zu merken, so dass Züchter für den Handel und Verkauf zusätzliche Handelsnamen (Markennamen) erfinden. Vom Standpunkt der kommerziellen Nutzung aus betrachtet hat ein Markenname den Vorteil, dass er gesetzlich geschützt und damit ähnlich wie ein Patent exklusiv genutzt werden kann. Für Cultivarnamen ist das ausgeschlossen. Sie müssen uneingeschränkt in allen Ländern verwendet werden dürfen. Aus diesem Grund existieren für viele gehandelte Sorten mehr als ein Name, nämlich der nach den Regeln des ICNCP gebildete Cultivarname und ein oder mehrere Handelsnamen, die nur mit Genehmigung des Rechte-Inhabers benutzt werden dürfen.
Beispielsweise lautet der korrekte Cultivarname einer Weigelie mit bronzefarbenem Laub Weigela ‘Bokrashine’; verkauft wird diese aber überwiegend unter dem Namen Weigela ‘Naomi Campbell’ – Händler erhoffen sich mit solchen Bezeichnungen höhere Umsätze. Solche Handelsnamen sind weder durch den ICNCP geregelt, noch haben sie vom Standpunkt der botanischen Nomenklatur betrachtet irgendeine Bedeutung. In der Praxis lassen sie sich dennoch nicht ignorieren, da viele Zuchtbetriebe, Pflanzenliebhaber und Händler die entsprechenden Sorten eher mit den Handelsnamen identifizieren als mit den weniger bekannten Cultivarnamen. Außerdem ist den meisten Kunden der Unterschied zwischen Cultivarnamen und Handelsnamen nicht bekannt. 
Die Koexistenz von Cultivar- und Handelsnamen ist die Ursache für erhebliche nomenklatorische Verwirrung im Bereich von Zier- und Nutzpflanzen. Um Handelsnamen erkennen zu können, sollen sie in einer anderen Schriftauszeichnung, z. B. in Versalschrift, geschrieben werden und dürfen nicht in einfache Anführungsstriche gesetzt sein. Weite Teile des Gartenhandels missachten diese Vorschrift jedoch.